# 高豆莫
高豆莫（こうとうばく、朝鮮語: 고두막、生没年不詳）は、中国東北部の民族である夫余族の族長である。

## 『桓檀古記』の記録
『桓檀古記』によると、紀元前120年、夫余は鴨緑江の北で衛氏朝鮮と戦うが大敗する。紀元前108年、漢が衛右渠を伐ち、衛氏朝鮮は亡びる。漢は四郡を設置するために出兵・侵略する。これに抵抗したのが高豆莫であり、高豆莫は夫余を追い出し、追われた夫余は迦葉原へ逃げ、これを迦葉原夫余、あるいは東夫余という。